# Perecse
Perecse là một thị trấn thuộc hạt Borsod-Abaúj-Zemplén, Hungary. Thị trấn này có diện tích 12,57 km², dân số năm 2010 là 31 người, mật độ 2 người/km².